# Маунт-Леонард (Міссурі)
Маунт-Леонард (англ. Mount Leonard) — селище (англ. village) в США, в окрузі Салін штату Міссурі. Населення — 65 осіб (2020).

## Географія
Маунт-Леонард розташований за координатами 39°7′32″ пн. ш. 93°23′40″ зх. д. / 39.12556° пн. ш. 93.39444° зх. д. (39.125446, -93.394515).  За даними Бюро перепису населення США в 2010 році селище мало площу 0,27 км², уся площа — суходіл.

## Демографія
Згідно з переписом 2010 року, у місті мешкало 87 осіб у 30 домогосподарствах у складі 24 родин. Густота населення становила 324 особи/км².  Було 33 помешкання (123/км²).
Расовий склад населення:
| - 83,9 % — білих - 1,1 % — чорних або афроамериканців - 1,1 % — азіатів |

До двох чи більше рас належало 13,8 %. Частка іспаномовних становила 0,0 % від усіх жителів.
За віковим діапазоном населення розподілялося таким чином: 34,5 % — особи молодші 18 років, 52,9 % — особи у віці 18—64 років, 12,6 % — особи у віці 65 років та старші. Медіана віку мешканця становила 38,3 року. На 100 осіб жіночої статі у місті припадало 112,2 чоловіків;  на 100 жінок у віці від 18 років та старших — 96,6 чоловіків також старших 18 років.
Середній дохід на одне домашнє господарство  становив 32 579 доларів США (медіана — 31 750), а середній дохід на одну сім'ю — 37 500 доларів (медіана — 33 125). За межею бідності перебувало 30,1 % осіб, у тому числі 50,0 % дітей у віці до 18 років та 13,3 % осіб у віці 65 років та старших.
Цивільне працевлаштоване населення становило 34 особи. Основні галузі зайнятості: роздрібна торгівля — 23,5 %, освіта, охорона здоров'я та соціальна допомога — 20,6 %, оптова торгівля — 8,8 %, публічна адміністрація — 8,8 %.